# 이원 (1368년)
이원(李原, 1368년 ~ 1429년)은 고려 말과 조선 초기의 문신이다. 본관은 고성(固城), 호는 용헌(容軒), 자는 차산(次山)이다. 고려 말의 문인 이암(嵒)의 손자이며, 밀직부사 이강(李岡)의 아들이다. 정몽주(鄭夢周)의 문하생으로 알려져 있다.

## 생애
일찍이 15세의 나이에 진사에 합격하고, 18세에 문과에 급제하였다.
조선의 개국 초기에 여러 관직을 거치면서 제도를 확립하는데 공헌을 하였고, 대사헌, 경상도 관찰사, 병조판서, 예조판서, 의정부참찬, 의정부찬성, 이조판서 등을 거쳐 1418년 세종이 즉위하던 해에 우의정에 올랐다. 이어 세종 3년인 1421년에 좌의정에 올라 세종의 정치 이상 실현에 많은 공헌을 했으며, 관직에 있으면서 일을 곧고 바르게 처리했고 9년간 조정에 있으면서 정사를 관대히 처리했다고 한다. 그러나 최고 권력의 자리에 있으면서 부와 권력이 모이자, 시기하는 자들의 모함으로 1426년에 결국 노비 불법 모집 등의 혐의로 사헌부의 탄핵을 받고 공신록권(功臣錄券)을 박탈당하고 유배를 가서 1429년 유배지에서 죽음을 맞이했다. 이후 세조 때에 누명을 벗고 복직되어 원한을 풀었다. 시호는 양헌(襄憲)이다.

## 가계
- 초취 : 허금(許錦)의 딸 양천 허씨(陽川許氏)
  - 장남 : 이대(李臺)
  - 며느리 : 권상(權詳)의 딸
    - 손자 : 이월(李越)
    - 손자 : 이억(李嶷)
    - 손자 : 이경(李庚)
    - 손녀 : 이희에게 출가
    - 손녀 : 정자숙(鄭自淑)에게 출가
    - 손녀 : 이집(李諿)에게 출가

  - 장녀: 류방선(柳方善)에게 출가
- 재취 : 최정지(崔丁智)의 딸 전주 최씨(全州崔氏)
  - 차남 : 이곡(李谷)
  - 며느리 : 이양명(李陽明)의 딸
    - 손녀 : 강희안(姜希顔)에게 출가
    - 손녀 : 남전(南恮)에게 출가

  - 삼남 : 이질(李垤)
  - 며느리 : 정지당(鄭之唐)의 딸
    - 손자 : 이준(李準)
    - 손자 : 이칙(李則)
    - 손녀 : 조정로(趙廷老)에게 출가
    - 손녀 : 박후(朴堠)에게 출가
    - 손녀 : 이시보(李時珤)에게 출가
    - 손녀 : 김순(金淳)에게 출가
    - 손녀 : 경상(慶祥)에게 출가

  - 사남 : 이비(李埤)
  - 며느리 : 윤환(尹煥)의 딸
    - 손자 : 이의(李儀)
    - 손녀 : 정순언(鄭純彦)에게 출가

  - 며느리: 오천(吳泉)의 딸
    - 손자: 이위(李偉)

  - 오남 : 이장(李塲)
  - 며느리: 이규(李糾)의 딸
    - 손자: 이곤(李崑)
    - 손자: 이헌(李巚)
    - 손녀: 남형(南衡)에게 출가

  - 육남: 이증(李增)
  - 며느리:이희(李暿)의 딸
    - 손자: 이평(李泙)
    - 손자: 이굉(李浤)
    - 손자: 이사(李泗)
    - 손자: 이빈(李濱)
    - 손녀: 조동호(趙銅虎)에게 출가

  - 아들: 이지(李墀, ?-1486)
  - 며느리: 정보(鄭保)의 딸
    - 손자: 이육(李陸)
    - 손자: 이수(李陲)
    - 손자: 이습(李隰)
    - 손자: 이맥(李陌)

  - 장녀 : 윤삼산(尹三山)에게 출가
  - 차녀 : 이굉식(李宏植)에게 출가
  - 삼녀 : 권람(權擥)에게 출가
  - 사녀 : 황종형(黃從兄)에게 출가

## 저서
- 용헌집(容軒集)
- 철성연방집(鐵城聯芳集)

## 관련 연구 및 서적
- 용헌 이원의 철학 사상 (논문, 동양철학연구회)
- 조선초기 정국의 추이와 용헌이원의 대응 (논문, 이병휴 저, 역사교육학회)
- 용헌이원실기(容軒李原實記) (고성이씨 용헌공파 종중 편역)

| 전임 박은 | 제5대 좌의정 1421년 - 1426년 | 후임 유정현 |